# Johann Friedrich Pfaff
Johann Friedrich Pfaff (født 22. december 1765 i Stuttgart, død 21. april 1825 i Halle a.S.) var en tysk matematiker. Han var bror til Christoph Heinrich og Johann Wilhelm Andreas Pfaff.
Pfaff ansattes 1788 som matematisk professor i Helmstedt og gik 1810 i samme egenskab over til Universitetet i Halle.
Pfaff tilhørte som matematiker den kombinatoriske skole; han er især bekendt ved sin i Berlin-Akademiets afhandlinger 1814—15 fremsatte metode til behandling af partielle differentialligninger.
Foruden spredte afhandlinger har han skrevet Disquisitiones analyticae (1797).